# Progër
Progër, in macedone Прогун,  è una frazione del comune di Devoll in Albania (prefettura di Coriza), è situata a 9 km dal confine con la Grecia.
Fino alla riforma amministrativa del 2015 era comune autonomo, dopo la riforma è stato accorpato, insieme agli ex-comuni di Bilisht, Hoçisht, Miras e Qendër Bilisht a costituire la municipalità di Devoll.

## Località
Il comune era formato dall'insieme delle seguenti località:
- Proger
- Mancurisht
- Cangonj
- Pilur
- Vranisht
- Bicke
- Rakicke
- Shye